# ハンプシャー (装甲巡洋艦)

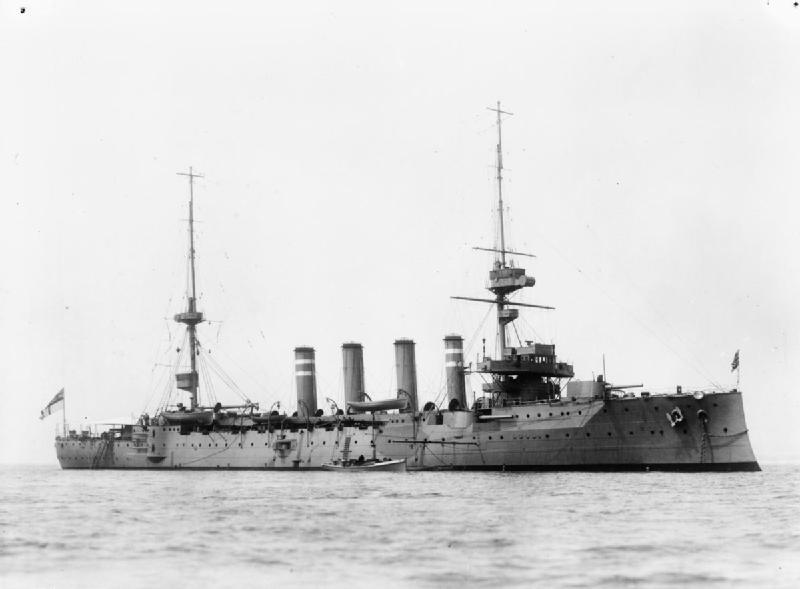
ハンプシャー（1903年撮影）

ハンプシャー (HMS Hampshire) は、イギリス海軍の装甲巡洋艦。デヴォンシャー級。艦名の由来はイングランドのハンプシャー。

## 艦歴
1902年9月1日にアームストロング・ホイットワース社エルジック造船所で起工され、1903年9月24日に進水。1905年7月15日竣工。海峡艦隊の第1巡洋艦戦隊に所属。1909年8月に予備役の第3艦隊に編入される。1911年12月に再就役して地中海艦隊の第6巡洋艦戦隊に編入され、1912年には中国艦隊に転属。

### 第一次世界大戦
第一次世界大戦が始まったとき「ハンプシャー」は威海衛にあり、中国艦隊司令長官Martyn Jerram中将が率いる小規模な部隊に加わった。「ハンプシャー」は装甲巡洋艦「マイノーター」、軽巡洋艦「ニューカッスル」とともにヤップ島にあるドイツの無線施設破壊を命じられ、向かう途中の8月11日に石炭船「Elspeth」を沈めた。その時点で「ハンプシャー」はヤップ島へ行くには石炭不足となっていたことからElspethの乗組員を乗せ香港へ戻らされた。同月末、ドイツ船捜索のためオランダ領東インドへ派遣され、ドイツ巡洋艦「エムデン」と遭遇しかけた。「エムデン」は9月にインド洋で通商破壊を開始。「ハンプシャー」はその捜索を命じられ、仮装巡洋艦「エンプレス・オブ・エイジア」とともに、「エムデン」が1914年11月9日に軽巡洋艦「シドニー」により撃破されるまで捜索に従事した。「ハンプシャー」はANZACの兵員輸送船団をインド洋から紅海を経てエジプトまで護衛し、12月にはジブラルタルで修理を行い、それから本国に戻ってグランド・フリートに加わった。1915年1月に第7巡洋艦戦隊に編入され、11月には北海へ派遣され船舶護衛に従事。第2巡洋艦戦隊所属で1916年5月31日にユトランド沖海戦に参加。だが、ドイツの第2偵察群に対して4斉射放ったのみであり、それも目標には届かなかった。
海戦後、「ハンプシャー」は元帥キッチナーをスカパ・フローからアルハンゲリスクへ運ぶ任務についた。強風のため、ペントランド湾を経てオークニー諸島の西を通るルートが選ばれた。これは風が島にさえぎられ護衛の駆逐艦がついてこられるコースであった。「ハンプシャー」はスカパ・フローから16時45分に出航し、約1時間後に護衛の駆逐艦「ユニティ」、「ヴィクター」と合流した。針路が北西になると風が強くなり駆逐艦は落伍した。このような状況では敵潜水艦の活動もないと考えられたため、「ハンプシャー」艦長Savillは駆逐艦にスカパ・フローへ戻るよう命じた。
Brough of Birsay、Marwick Head間のメインランド島沖約1.5マイルを航行中であった19時40分、突然爆発があり「ハンプシャー」は右に傾いた。これは1916年5月28日から29日にドイツ潜水艦「U75」により敷設された機雷によるものであった。「ハンプシャー」は爆発から約15分後に艦首から沈んだ。乗員735名と乗艦者14名中、救助されたのは12名であった。ロシアへの使節団は元帥キッチナーも含め全員が助からなかった。
「ハンプシャー」の沈没にはドイツのスパイであるフリッツ・ジュベール・デュケインが関与したとする次のような話がある。クレメント・ウッドによるデュケインの伝記『The Man Who Killed Kitchener』によれば、デュケインはドイツ側情報機関の指令を受けて1916年6月に欧州へ渡ったとされる。デュケインは実在のロシア貴族ボリス・ザクレフスキー公爵（Boris Zakrevsky）を騙り、スコットランド,オークニー諸島の スカパ・フローにて元帥キッチナーが搭乗していた「ハンプシャー」に乗り込んだ。そしてキッチナー卿を抹殺するべく、待機中のUボートへと艦内から合図を送り雷撃を行わせたのである。雷撃に先立って彼自身は救命ボートでハンプシャーを脱出し、そのままUボートに救助されている。彼はこの働きから鉄十字章を受章しており、彼が帝国軍の制服を着用し鉄十字章を佩用した写真も残されている。なお、近年の研究者からはこのエピソードの信憑性を疑問視する声も出ているものの、2度の世界大戦の中で多くの情報が失われ、現在では一連の出来事を確認ないし否定する為の情報源が不足している為、完全な否定は行われていない。

## 創作作品への影響
- 『キングスマン:ファースト・エージェント』（2021年、マシュー・ヴォーン監督）

劇中で黒幕の陰謀によりUボートに雷撃され、キッチナー元帥（チャールズ・ダンス）と共に沈没する。デュケインの伝記をモチーフにしている。